# Leśna Góra (Szemud)
Leśna Góra – część wsi Szemud w Polsce, położona w województwie pomorskim, w powiecie wejherowskim, w gminie Szemud.
W latach 1975–1998 Leśna Góra administracyjnie należała do województwa gdańskiego.